# Frazeologija
Frazeologíja je nauk o stalnih besednih zvezah (frazemih), hkrati pa je tudi drugo poimenovanje za same stalne besedne zveze. Tako je frazeologija hkrati jezikoslovna disciplina (enota tako leksikalne kot skladenjske ravnine) in fond frazeoloških enot (govori se o frazeologiji nekega jezika).

## Terminologija
Stalna besedna zveza je besedna zveza, v kateri se posameznih besed ne da zamenjati s sopomenkami ali opisi (na primer stalne besedne zveze metati polena pod noge (v pomenu ovirati) se ne da spremeniti v metati kose lesa pod noge, saj se bi s tem izgubil pomen). Osnovno enoto frazeologije, stalno besedno zvezo, različni strokovnjaki imenujejo različno: kar fraza, frazem, frazeologizem ali frazeologem. Slednjega je uveljavil Jože Toporišič po analogiji z drugimi besedoslovnimi termini, kot so fonem, tonem, sintaksem ipd. Po njem je izraz fraza premalo terminološki (pomeni tudi malopovedno besedo ali besedno zvezo), frazeologizem pa razume kot varianto frazeologema (na primer na vse kriplje in na vse pretege). Frazeologemi se nadalje delijo na rekla, ki imajo nestavčno strukturo (npr. vihati nos, rdeč korak, po navadi ipd.), in rečenice, ki pa imajo stavčno strukturo (npr. Rana ura zlata ura; Kdor drugemu jamo koplje, sam vanjo pade; Konec dober, vse dobro.).